# Andrea Tafi

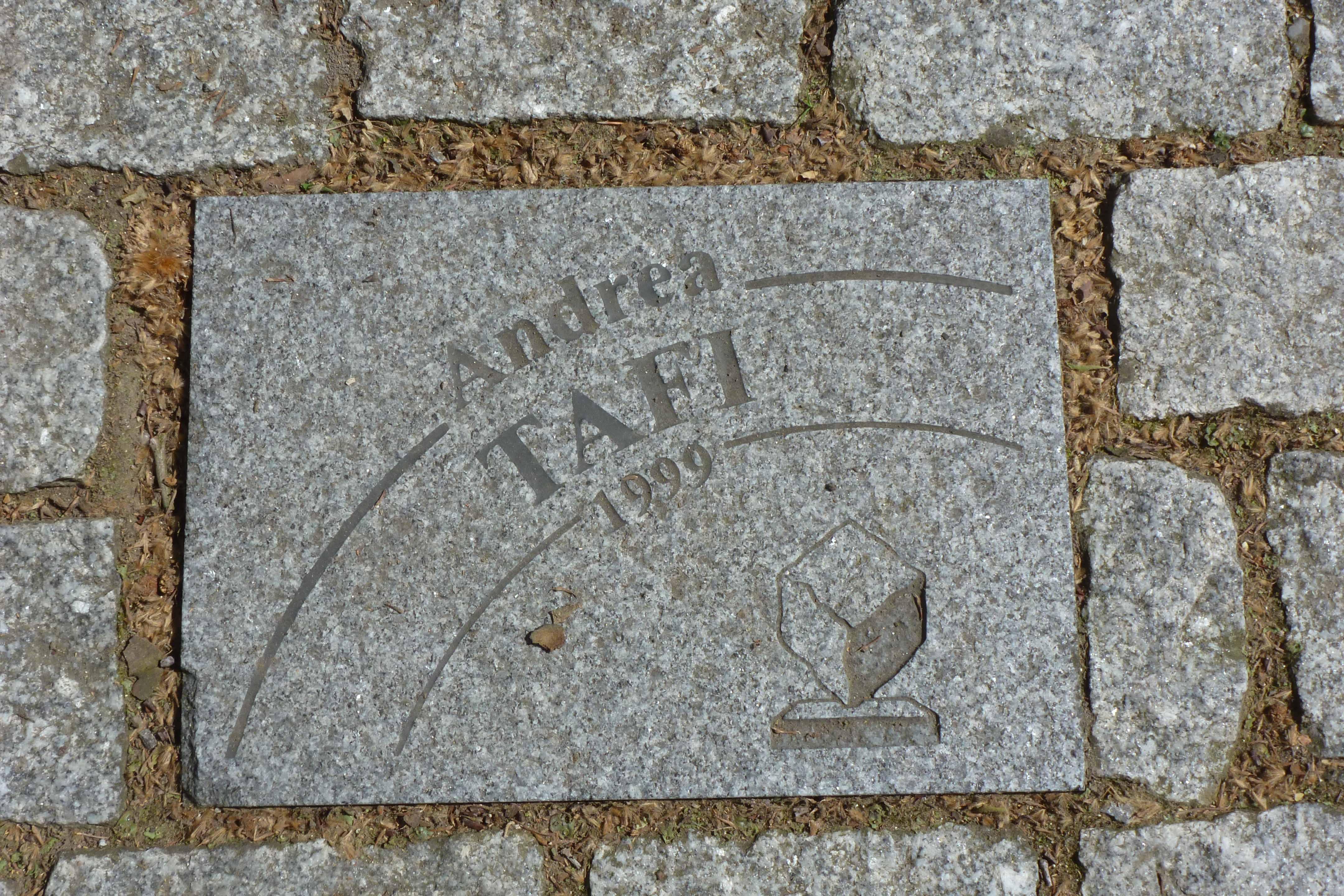
Pflasterstein für Tafi zu Ehren seines Sieges bei Paris–Roubaix 1999

Andrea Tafi (* 7. Mai 1966 in Fucecchio) ist ein ehemaliger italienischer Radrennfahrer. Er gewann im Laufe seiner Radsportkarriere drei Monumente des Radsports.

## Sportliche Karriere
Gemeinsam mit einem Freund begann Andrea Tafi in der Volksschule mit dem Radsport, zunächst gegen den Willen seiner Eltern. Er machte einen Berufsabschluss als Bürokaufmann und fuhr als Amateur Rennen in seiner Freizeit. 1989 wurde er im Team Eurocar-Mosoca Profi.
In seinem ersten Jahr gewann Tafi jeweils eine Etappe der Luxemburg-Rundfahrt und der Vuelta a Murcia, im Jahr darauf der Tour of Britain. 1991 entschied er den Giro del Lazio für sich. 1994 wechselte er zu Mapei und blieb neun Saisons bei diesem Team bis zu dessen Auflösung im Jahr 2002.
1996 errang Tafi wichtige Siege bei vier Rennen, bei der Lombardeirundfahrt, beim Giro del Lazio, bei Paris–Brüssel und der Trofeo Melinda. Er entwickelte sich zu einem Spezialisten für Eintagesrennen und zu einem der besten Fahrer auf Kopfsteinpflaster. So gewann er 1999 und 2002 die für diesen Straßenbelag berüchtigten Klassiker Paris–Roubaix und die Flandernrundfahrt, als einzigem italienischen Fahrer bis dahin (Stand 2024). Damit gewann er zudem drei der fünf Monumente des Radsports. 1998 wurde er italienischer Straßenmeister. Drei Mal – 1991, 1996 und 1998 – gewann er den Giro del Lazio. Im Jahr 2005 bestritt er nochmals das Rennen Paris–Roubaix, das er als 42. beendete, jedoch wurde er von den Zuschauern gefeiert, „als ob er gewonnen“ hätte. Nach diesem Rennen beendete Tafi im Alter von 39 Jahren seine Karriere.
Im Oktober 2018 kündigte Tafi an, zum 20-jährigen Jubiläum seines ersten Sieges bei Paris–Roubaix 2019 antreten zu wollen. Er fand jedoch kein Team, das ihn für das Rennen nominiert hätte; deshalb äußerte er den Wunsch, zumindest wenige Minuten vor dem Feld einige Kilometer fahren zu dürfen. Schließlich brach er sich im März 2019 bei einem lokalen Rennen das Schlüsselbein, so dass er an Paris–Roubaix lediglich als Zuschauer teilnehmen konnte.

## Dopingverdacht
Tafi wurde in einem Untersuchungsbericht der Anti-Doping-Kommission des französischen Senats im Juli 2013 beschuldigt, zu rund 60 Fahrern zu gehören, denen anhand von Nachtests aus dem Jahr 2004 Doping mit dem Blutbildungshormon Erythropoetin (kurz: EPO) bei der Tour de France 1998 nachgewiesen werden konnte. Eine Sanktion erfolgte nicht.

## Berufliches
Seit seinem Rückzug auf dem aktiven Radsport betreibt Andrea Tafi den Bauern- und Ferienhof  Il Borghetto im toskanischen Lamporecchio. Die dortigen Ferienappartements tragen Namen der Rennen, die er gewonnen hat (Stand 2018).

## Erfolge
| 1989 - eine Etappe Luxemburg-Rundfahrt - eine Etappe Vuelta a Murcia 1990 - eine Etappe Tour of Britain - zwei Etappen Tour of the Amercias 1991 - Giro del Lazio 1992 - Chronostaffetta 1994 - Grand Prix de Fourmies - Gran Premio Città di Rio Saliceto e Correggio 1996 - Paris–Brüssel - Giro del Lazio - Giro di Lombardia - Trofeo Melinda | 1997 - Wincanton Classic - zwei Etappen Tour de Langkawi - Grand Prix de Fourmies 1998 - Coppa Agostoni - eine Etappe Tour de Langkawi - Italienischer Meister – Straßenrennen - Giro del Lazio - Gran Premio Città di Camaiore 1999 - Paris–Roubaix - Piemont-Rundfahrt 2000 - Paris–Tours 2001 - eine Etappe Burgos-Rundfahrt 2002 - Flandern-Rundfahrt |

## Grand Tour – Platzierungen
| Grand Tour            | 1992 | 1993 | 1994 | 1995 | 1996 | 1997 | 1998 | 1999 | 2000 | 2001 | 2002 |
| --------------------- | ---- | ---- | ---- | ---- | ---- | ---- | ---- | ---- | ---- | ---- | ---- |
| Giro d’ItaliaGiro     | –    | –    | –    | 35   | –    | –    | –    | 80   | –    | –    | –    |
| Tour de FranceTour    | –    | 128  | –    | 39   | 45   | 57   | 42   | –    | –    | –    | 106  |
| Vuelta a EspañaVuelta | 98   | –    | –    | –    | –    | –    | –    | 29   | 74   | –    | –    |

## Monumente des Radsports
| Monument                 | 1990 | 1991 | 1992 | 1993 | 1994 | 1995 | 1996 | 1997 | 1998 | 1999 | 2000 | 2001 | 2002 | 2003 | 2004 | 2005 |
| ------------------------ | ---- | ---- | ---- | ---- | ---- | ---- | ---- | ---- | ---- | ---- | ---- | ---- | ---- | ---- | ---- | ---- |
| Mailand–Sanremo          | 81   | 135  | 105  | 95   | 88   | 41   | 36   | 76   | 145  | 57   | 73   | 88   | –    | 119  | 159  | 121  |
| Flandern-Rundfahrt       | –    | –    | –    | 84   | –    | 35   | 15   | 26   | 44   | 41   | 22   | 62   | 1    | 47   | –    | 69   |
| Paris–Roubaix            | –    | 77   | 79   | –    | –    | 14   | 3    | 19   | 2    | 1    | 10   | 27   | 17   | 5    | 43   | 42   |
| Lüttich–Bastogne–Lüttich | –    | –    | –    | –    | –    | –    | –    | 66   | –    | –    | 65   | –    | –    | –    | –    | –    |
| Lombardei-Rundfahrt      | –    | 70   | –    | –    | –    | –    | 1    | 7    | 10   | 30   | 25   | 31   | –    | –    | –    | –    |